# Karłowata galaktyka eliptyczna
Karłowata galaktyka eliptyczna (typ dE z ang. dwarf elliptical) – galaktyka karłowata należąca do podgrupy galaktyk eliptycznych.
Karłowate galaktyki eliptyczne różnią się od zwykłych galaktyk eliptycznych kilkoma cechami, w tym wielkością. Wymiary karłowatych galaktyk eliptycznych mieszczą się w przedziale od 1000 do 10 000 parseków. Podobnie ich jasność powierzchniowa jest znacznie mniejsza od przeciętnej galaktyki eliptycznej, co sprawia, że dla obserwatora wydają się one bardziej rozmyte. Galaktyki te charakteryzują się również wyraźnym spadkiem gęstości gwiazd od gęstego jądra do rozrzedzonych obrzeży.